# 萊維縣 (佛羅里達州)
李維县（英語：Levy County）是美國佛羅里達州的一個縣，位於佛羅里達半島西北部，臨墨西哥灣。面積3,658平方公里。根據美國2000年人口普查，共有人口34,450人，2005年人口37,998人。縣治布朗森。
成立於1845年3月10日。縣名紀念第一位猶太裔參議員大衛·李維（David Levy Yulee）。